# Historias de la puta mili
Historias de la puta mili es una serie de cómic creada por el historietista Ivà para la revista El Jueves en 1986, que contaba, en clave satírica, las vivencias de unos imaginarios soldados en el ejército español. 

## Descripción
Las Historias de la puta mili son historias autoconclusivas, a menudo de dos páginas, donde en clave satírica se parodia al ejército español y más concretamente el servicio militar obligatorio (conocido popularmente como «la mili»). En esta serie se presentaba a los mandos militares como incompetentes y una completa desorganización en general, lo que ocasionaba situaciones disparatadas. En las últimas historietas, el autor plasmaba anécdotas o refería historias, que le contaban diversos lectores (verídicas o no) y las completaba con su imaginación. No hay que tomarse estas historias como reales, ya que se incluían además de casos excepcionales, invenciones colectivas y hasta personales. Todas o casi todas ellas, reflejaban el día a día de muchos cuarteles y muchos aspectos de la percepción del servicio militar por una buena parte de la población masculina española, la mayor parte de los que lo habían hecho y pertenecían a las últimas quintas, y no pocos de las anteriores [cita requerida].

## Personajes
Sus personajes eran anónimos y no existía continuidad, como los cuarteles militares donde cada cien días había reclutas diferentes. El único personaje que mostraba una ligera continuidad era el sargento Arensivia, que era tan torpe como la mayoría de personajes de este cómic.
Como otra serie del mismo autor, Makinavaja, los personajes de Historias de la puta mili tienen los diálogos transcritos fonéticamente y no como debería ser correcto en un medio escrito, además de utilizar muchas palabras de jerga.

## Adaptaciones e influencia
Al igual que con Makinavaja, las Historias de la puta mili fueron adaptadas a teatro, cine y televisión. Así, en 1990 se estrena una obra teatral sobre las "Historias de la Puta Mili" con Ramón Teixidor como el Sargento Arensivia, también dirigida por Ángel Alonso. En 1994 se producen una película protagonizada por Juan Echanove y una serie homónimas.
Otra prueba del éxito de esta serie es la aparición de Puta Mili, revista humorística publicada por Ediciones El Jueves destinada a reclutas que hacían el servicio militar obligatorio, ya que todas sus series hablaban sobre la vida en el cuartel. Tuvo más de 200 números y desapareció a raíz de la profesionalización de las fuerzas armadas a finales de los años 90.